# أوفن
اون (تك) (بالألمانية: Owen, Germany) هي مدينة وبلدة ألمانية تقع في ألمانيا في بادن-فورتمبيرغ. يقدر عدد سكانها بـ 3,491 نسمة .